# Krishantering
Krishantering är ett samlingsbegrepp för de systematiska åtgärder och metoder som vidtas då någon form av kris inträffar. Av Myndigheten för samhällsskydd och beredskap (MSB) definieras en kris som "... en händelse i fredstid som hotar grundläggande funktioner och värden i samhällets, exempelvis elförsörjningen, människors hälsa eller frihet."
Katastrofkommissionen, som tillsattes efter tsunamikatastrofen 2004, redovisade i sin rapport Sverige och tsunamin – granskning och förslag (SOU 2005:104) i december 2005 följande huvudkategorier av kriser som statsmakterna kan ställas inför:
- kriser orsakade av större utbrott av smittsamma sjukdomar eller stora kärnkrafts- eller industriolyckor
- kriser efter naturkatastrofer, till exempel extrema väderförhållanden, översvämningar eller jordskalv
- försörjningskriser beträffande grundläggande nyttigheter som livsmedel och dricksvatten, epizootier eller stora förgiftningsolyckor.
- infrastrukturkriser såsom dammbrott, stora transportolyckor, partiella sammanbrott i elförsörjning eller telekommunikationssystemen
- kriser efter attentat på vitala försörjningssystem, genom spridning av radioaktivt, kemiskt eller biologiskt material, eller på centrala samhällsorgan

## Krishantering i Sverige
Huvudartikel: Kris- och katastrofberedskap i Sverige
Sedan 2006 ligger inom Sveriges regering ansvaret beträffande samhällsomfattande kriser på inrikesministern.
Beträffande kriser på arbetsplatser finns i Sverige regler om krishantering i Arbetsmiljöverkets föreskrifter om första hjälpen och krisstöd. 
Enligt föreskriften måste det ﬁnnas i förväg bestämda rutiner för vem som ska göra vad i en krissituation. Rutinerna bör finnas nedskrivna och kopplade till en krishanteringspolicy. Den som har ansvar för vissa åtgärder i en krissituation ska ha resurser och utbildning för att klara uppgiften. I en krissituation ska beredskapsplaner träda i kraft och den drabbade ska få hjälp. 
Det är arbetsledningens ansvar att genomföra stödinsatser efter chockartade händelser.